# Garrulax merulinus
Charlatão-de-peito-malhado ou zaragateiro-de-peito-sarapintado (Garrulax merulinus) é uma espécie de ave da família Timaliidae.
Pode ser encontrada nos seguintes países: China, Índia, Laos, Myanmar, Tailândia e Vietname.
Os seus habitats naturais são: florestas subtropicais ou tropicais húmidas de baixa altitude e regiões subtropicais ou tropicais húmidas de alta altitude.